# Erich Hahn (calciatore)
Erich Hahn (Monaco di Baviera, 27 maggio 1937 – 30 aprile 2007) è stato un calciatore tedesco, di ruolo attaccante.

## Carriera
Hahn si forma nel Bayern Monaco, con cui esordisce in prima squadra nella stagione 1955-1956, ottenendo la promozione nella massima serie tedesca. Con la formazione bavarese vince, pur non giocando la finale, la DFB-Pokal 1956-1957. Con il Bayern rimane sino al 1959 quando la dirigenza lo licenzia poiché l'anno precedente non giocò un incontro contro l'Ulma per andare a scommettere sui cavalli. Per le corse dei cavalli rinunciò anche ad una possibile convocazione nella nazionale tedesca da parte di Sepp Herberger.
Nel 1959 si trasferisce in Svizzera per giocare nel Lucerna, società con cui ottiene il quinto posto nella Lega Nazionale A 1959-1960 e vince la Coppa di Svizzera, giocando anche nella finale vinta contro il Grenchen. La stagione seguente, chiusa all'ottavo posto finale, Hahn risulta il miglior marcatore stagionale del suo club con nove reti.
Nel 1961 torna in patria per giocare con in cadetti dell'Hessen Kassel, con cui vince il girone sud della II. Division 1961-1962.
Nel 1962 viene ingaggiato all'Eintracht Francoforte, con cui ottiene l'accesso alla neonata Bundesliga. Nel 1963 è all'Alemannia Aquisgrana con cui sfiora l'accesso alla massima serie al termine della Fußball-Regionalliga 1963-1964, ottenendo il terzo posto nel secondo girone per la promozione in Bundesliga.
Nel 1964 ritorna in Svizzera per giocare nel Bellinzona. Con i ticinesi retrocede in cadetteria al termine della Lega Nazionale A 1964-1965. La stagione seguente ottiene il quarto posto della Lega Nazionale B 1965-1966.
Nell'estate 1967 venne ingaggiato dagli statunitensi del St. Louis Stars, che avevano come manager il suo vecchio allenatore al Lucerna, Rudi Gutendorf. Con i Stars ottenne il secondo posto della Western Division della NPSL, non qualificandosi per la finale della competizione.

## Palmarès

### Club
- Coppa di Germania: 1

Bayern Monaco: 1956-1957
- Coppa Svizzera: 1

Lucerna: 1959-1960
- II. Division: 1

Hassen Kassel: 1961-1962